# 哥倫比亞鎮區 (密蘇里州布恩縣)
哥倫比亞鎮區（英語：Columbia Township）是位於美國密蘇里州布恩縣的一個行政鎮區。

## 地方資料
哥倫比亞鎮區的面積為228.32平方千米，當中陸地面積為227.70平方千米，而水域面積為0.62平方千米。根據2020年美國人口普查的數據，當地共有人口75871人，而人口密度為每平方千米332.3人。